# 皮聰大主教座堂

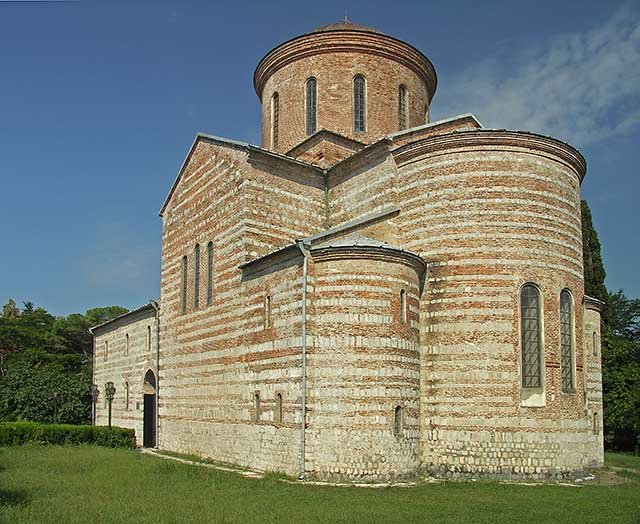
皮聰大主教座堂

皮聰大主教座堂是位於喬治亞阿布哈茲城市皮聰大的一座喬治亞正教會的教堂。皮聰大主教座堂修建於10世紀時期教堂在1869年再度被神聖化，當時阿布哈茲已經是俄羅斯帝國的一部分。它是一座典型的後期拜占庭式建築。